# Római metró
A római metró (olaszul: Metropolitana di Roma) Róma városának metrórendszere. Olaszország fővárosa az európai ősi városok egyike, 3 millió lakossal. A jelenleg működésben lévő metróvonalak X alakban szelik át a várost és a Termini állomásnál (Központi pályaudvar) keresztezik egymást. 2012-ben újabb B1 jelű vonallal bővült a hálózat. 2014. novemberben átadták a C vonal első szakaszát.

## Története

### B vonal
A vonal kiépítését az 1930-as években kezdeményezték, majdan az 1940-es években a második világháború késleltette a kivitelezés megkezdését. Elsőként a B vonal déli része épült meg a Laurentina és a Termini állomás között az 1955. február 9-én adták át, az azévi világkiállítás idején. Az üzemeltetést a Società Tramvie e Ferrovie Elettriche di Roma vasúttársaság végezte. Ez kötötte össze Rómát az új EUR városrésszel. Roma Termini és a déli végállomás Laurentina közötti szakasz képviseli a jelenlegi vonal a B déli részét, amely 11 km hosszú és ebből 6 km-t alagútban fut. 1990-ben a B-vonalat meghosszabbították északra Rebibbia állomásig. Az északi pálya megnyitása 8 kilométerrel növelte a pályát, ebből 7 km a föld alatt fut. Építése részben beépített nyílt vágattal, részben alagútfúrással történt. 2003-ban megnyitották a Quintiliani állomást. Ma az útvonal 23,1 km hosszú, 25 állomás tartozik hozzá és mintegy 350 000 utast szállít naponta.
A Piramide és EUR Magliana szakaszok között a metró és a Piramide-C. Colombo közötti – tengerpartra menő – helyi érdekű vasút közös felszíni szakaszon fut, de a hév csak minden második állomáson áll meg.

### A vonal
A vonal terveit 1959-ben hagyták jóvá. Munkálatok a vonalon 1964-ben kezdődtek el a Tuscolana területen, de egy sor késedelmet okozott a rossz szervezés. Mindenekelőtt az eredetileg tervezett fejtéses alagútépítés mód komoly problémákat okozott a közúti közlekedésben Róma délkeleti városrészeiben. Miután felfüggesztették a munkákat csak öt évvel később folytatták a kivitelezést. Az üres alagutak és  a rendezetlen felszín problémákat okoztak a közlekedésben, de kárt okozott a munkagépek rezgése is. A munkát is gyakran szakította félbe régészeti ásatás, különösen a közeli Piazza della Repubblicán.
Az A vonal elsőként átadott szakasza Ottaviano és Cinecitta állomások között van. Ugyanebben az évben (1980) adták át a déli Anagnina állomást is. 1999. május 29-én nyugat irányában 4,5 km-rel hosszabbították meg az új Valle Aurelia állomással. 2000. január 1-jén pedig újabb három állomást adtak át a Battistini végállomásig. A Tiberis folyót felszínre törve hídon átkelve keresztezi, majd föld alatti vezetéssel halad tovább. A föld alatti szakaszok a belvárosban pajzstechnikával, fúrással, a külső részeken részben felszínről visszatemetéssel készült. A vonal jelenleg 18,4 km hosszú, összesen 27 állomás és mintegy 500 000 utast szállít naponta.

### B1 vonal
A 2012. június 13-án átadták a B1 metróvonal első szakaszát Conca d’oro állomásig. A B1 vonal a B vonal Bologna állomásáról ágazik ki észak felé. Előkészítést követően az alagútfúrást végző fúrópajzs 2008. május 21-én állt munkába. A három megálló Annabaliano, Libia/Gondar és az ideiglenes végállomás: Conca d’oro. A mostani végállomás egyben a D vonal átszállóhelye is, amelynek 2013-ban készült el a folytatása Jonio állomásig. A 2012-es tervek szerint további három állomás csatlakozik majd a Porta di Roma/Bufalotta végállomásig.  Más tervek szerint a B1 vonal, az E vonal részévé válna, amivel közvetlen metróvonal létesülne Ostiaig, Rómához legközelebb eső tengerparthoz, amivel egy időben kiváltanák a túlzsúfolt Róma–Lido-vasútvonalat.

### C vonal
2006-ban a régészeti feltárásokkal kezdődött a vonal építése. A C vonal első szakaszának átadására a Parco di Centocelle – Monte Compatri-Pantano állomások között – több év csúszást követően – 2014. november 9-én került sor. A vezető nélküli metrónak 12,7 km hosszú pályája és 15 megállója van.
Ennek a szakasznak a része a Parco di Centocelle – Lodi, s 2015 óta a San Giovanni állomás, 2020 óta pedig a San Giovanni – Colosseum. Színe zöld. A teljesen elkészült vonal 36 állomásból áll és 34,5 km hosszú. A San Giovanni (Vatikán), Colosseo és Ottaviano állomásoknál keresztezi a korábbi metróvonalakat. A vonal magába foglalja a Roma Termini és Giardinett között korábban működött helyi érdekű vasút jelentős részét. A vonal teljesen automatikus üzemű.
1. szakasz: 21 megállóval: Parco di Centocelle – Montecompatri – Pantano – Lodi: 2014. november 9.
2. szakasz: Lodi bis San Giovanni: 2015. év vége
3. szakasz: 2 megállóval: San Giovanni – Fori Imperiali/Colosseo: 2020
Ezzel együtt a római metróvonalak összesen 60,6 km-t tesznek ki.

## Viszonylatok
| Vonal    | Útvonal                               | Átadás         | Hossz (km)   | Állomások száma |
| -------- | ------------------------------------- | -------------- | ------------ | --------------- |
|          | Anagnina ↔ Battistini                 | 1980           | 18,4         | 27              |
|          | Laurentina ↔ Rebibbia / Jonio         | 1955           | 23,5         | 26              |
|          | Monte Compatri-Pantano ↔ San Giovanni | 2014           | 18,7         | 22              |
|          | Piazzale dell'Agricoltura ↔ Ojetti    | Építés alatt   | 20,4         | 22              |
| E        | Cristoforo Colombo ↔ Jonio            | Tervezés alatt | 38,5         | 25              |
| Összesen | Összesen                              | Összesen       | 60,6 (+58,9) | 74 (+47)        |

## Tervezett vonal

### D vonal
2006 júniusában kezdődött az előkészítése a D vonal megépítésének. A vonalat teljesen automatikus üzemre tervezik kiépíteni. 22 állomással és 20,4 km hosszan. A vonal a B vonallal párhuzamosan, attól nyugatra fog haladni.
Az építkezés első szakasza Fermi, Trastevere és Prati Fiscali állomások között kezdődik, 11 km hosszan és 12 állomással, a becsült költség 2,9 milliárd €. A vonalat a következő években majd egy keleti Ugo Ojetti állomásig 5 km hosszan – 6 állomással, valamint egy déli Piazzale dell'Agricoltura (EUR városrész) 4 km 4 állomással tervezik majd bővíteni. A pénzügyi finanszírozás tisztázásának hiányában az építkezések kezdete nem ismeretes.

### E vonal
Egy 2018-as terv szerint az E vonal esetében összevonnák a Róma–Lido-vasútvonalat és a Piramide állomástól a B vonalon menne közös szakaszon, egészen a B vonal 1-es kiágazásáig Jonio állomásig. Ezzel közvetlen összeköttetést kapna Ostia és a nyugati agglomeráció Róma város metróhálózatával.

### F vonal
Az F vonal a jelenlegi Róma-Viterbo vasútvonalat váltaná ki Flaminio és Montebello állomások között. A tervek szerint Flaminiónál közvetlen átszállást biztosítanának az A vonalra, a Montebellói végállomás már a Római Nagy Körgyűrűn kívül helyezkedne el, ahol jelenleg is P+R parkolási lehetőség is van. A tervek szerint ezzel Róma északi része közvetlenül elérhető lenne metróval, a Rai Saxa Rubra-i bázisa is elérhetővé válna így.

## Fordítás
- Ez a szócikk részben vagy egészben a Metropolitana di Roma című német Wikipédia-szócikk fordításán alapul.  Az eredeti cikk szerkesztőit annak laptörténete sorolja fel. Ez a jelzés csupán a megfogalmazás eredetét és a szerzői jogokat jelzi, nem szolgál a cikkben szereplő információk forrásmegjelöléseként.
- Ez a szócikk részben vagy egészben a Rome Metro című angol Wikipédia-szócikk fordításán alapul.  Az eredeti cikk szerkesztőit annak laptörténete sorolja fel. Ez a jelzés csupán a megfogalmazás eredetét és a szerzői jogokat jelzi, nem szolgál a cikkben szereplő információk forrásmegjelöléseként.